# Răcătău, Alba
Răcătău este un sat în comuna Blandiana din județul Alba, Transilvania, România. La recensământul din 2002 avea o populație de 35 locuitori.